# Biblioteca de autores griegos y latinos
La Biblioteca de autores griegos y latinos és un suplement de la revista La Academia Calasancia, de l'Acadèmia Calassància de les Escoles Pies de Barcelona, que entre el 1910 i el 1917 es regalava als subscriptors d'aquesta publicació, i en el que s'oferien traduccions d'autors clàssics i de la patrística cristiana. Les traduccions ofertes eren literals i també literàries, en castellà, directes del grec i del llatí, si bé també s'hi incloïen traduccions en català, en la majoria dels casos, i més esporàdicament en gallec, asturià o euskera. Els directors d'aquesta Biblioteca eren els catedràtics de la Universitat de Barcelona Lluís Segalà i Estalella i Cosme Parpal i Marquès.

## Títols de la col·lecció
- 1.- «Odas de Safo y Erina»
  - Safo
    - Traducció literal en prosa, en castellà, de les Odes I i II de Safo, de José Jordán de Urríes Azara.
    - Traducció en vers de l'Oda I de Safo, en castellà, de José Castillo Ayensa.
    - Traducció en vers de les Odes I i II de Safo, en castellà, de Marcelino Menéndez Pelayo.
    - Traducció al català de dues Odes de Safo, d'Antoni Rubió i Lluch.

  - Erina
    - Traducció literal en prosa, en castellà, de Josep Banqué i Feliu
    - Traducció en vers, en castellà, de Marcelino Menéndez Pelayo
    - Traducció en vers, en castellà, d'Antonio González Garbín
- 2.- «Epodos de Horacio»
  - Epode I
    - Traducció literal en prosa, en castellà, de Rafael Oliver i Batlle
    - Traducció en vers, en castellà, de Javier de Burgos
    - Traducció en vers, en català, de Rafael Oliver i Batlle

  - Epode II (Beatus ille)
    - Traducció literal en prosa, en castellà, de Fernando Crusat Prats
    - Traducció en vers, en castellà, de Fray Luis de León
    - Traducció en vers, en castellà, de Lupercio Leonardo de Argensola
    - Traducció en vers, en català, d'Artur Masriera i Colomer
    - Traducció en vers, en català, de Lluís Gispert Casellas
    - Traducció en vers, en asturià, de Justo Álvarez Amandi
    - Traducció en vers, en gallec, de José Mª Mosquera
    - Trsducció en vers, en portuguès, de Fr. Alexandre da Sagrada Familia
    - Traducció en vers, en euskera, de Mendizábal-tar Nemesi

  - Epode III
    - Traducció literal, en castellà, de Rafael Oliver i Batlle
    - Traducció en vers, en castellà, de Tomás Garrido
    - Traducció en vers, en català, de Jordi Olivar Daydí
    - Traducció en vers, en portuguès, de Fr. Alexandre da Sagrada Familia

  - Epode IV
    - Traducció literal en prosa, en castellà, de Francesc Barjau i Pons
    - Traducció en vers, en castellà, de Rafael Pombo
    - Traducció en vers de Carles Badia i Malagrida
    - Traducció en vers, en gallec, d'Olegaria Dieste

  - Epode V
    - Traducció literal, en castellà, de Tomàs Viñas i Sala
    - Traducció en vers, en castellà, de Tomàs Viñas i Sala
    - Traducció en vers, en català, de Rafael Oliver i Batlle
    - Traducció en vers, en gallec, d'Eduardo Dieste

  - Epode VI
    - Traducció literal, en castellà, de Josep Banqué i Feliu
    - Traducció en vers, en castellà, d'Esteban Moreu
    - Traducció en vers, en català, de Ricard Bofill i Matas
    - Traducció en vers, en gallec, de Javier Montero

  - Epode VII
    - Traducció literal, en castellà, de Josep Pons Alzina
    - Traducció en vers, en castellà, d'Esteban Moreu
    - Traducció en vers, en català, de Frederic Rahola i Trèmols
    - Traducció en vers, en portuguès, de Francisco Manuel do Nascimento

  - Epode IX
    - Traducció literal, en castellà, de Francesc Martorell i Trabal
    - Traducció en vers, en castellà, de Tomás Garrido
    - Traducció en vers, en català, d'Agustí Costa
    - Traducció en vers, en gallec, de Juan Barcia Caballero

  - Epode X
    - Traducció literal, en castellà, de Jordi Rubió i Balaguer
    - Traducció en vers, en castellà, de Tomás Garrido
    - Traducció en vers, en català, de Lluís Gispert Casellas
    - Traducció en vers, en portuguès, d'Antonio Ribeiro dos Santos

  - Epode XI
    - Traducció literal, en castellà, de Magí Verdaguer i Callís
    - Traducció en vers, en castellà, de Màrius Verdaguer Travesi
    - Traducció en vers, en català, de Francesc Matheu
    - Traducció en vers, en portuguès, de Francisco Manuel do Nascimento (?)
- 3.- «Teseo de Baquílides»
  - Traducció literal, en castellà, de Pere Bosch Gimpera
  - Traducció en vers, en castellà, de Joaquín Montaner Castaño
  - Traducció en vers, en català, de Vicenç Solé de Sojo
  - Traducció en vers, en gallec, de José Gigirey Rodríguez
  - Traducció en prosa, en euskera, de Azkue-tar Josu
- 4.- «Amor fugitivo de Mosco»
  - Traducció literal, en castellà, de Lluís Nicolau d'Olwer
  - Traducció en vers, en castellà, de José Antonio Conde y García
  - Traducció en vers, en castellà, de Ignacio Montes de Oca y Obregón
  - Traducció en vers, en català, de Josep Franquesa i Gomis
  - Traducció en vers, en gallec, de Juan Barcia Caballero
  - Traducció en vers, en portuguès, d'Antonio Ferreira
  - Traducció en prosa, en euskera, de Olaziregi-tar Polentzi
- 5.- «Apología de Platón de Jenofonte»
  - Traducció literal, en castellà, d'Antonio González Garbín
- 6.- «Olímpica I de Píndaro»
  - Text grec, amb traducció literal, en castellà, de Francesc Barjau i Pons
  - Traducció en vers, en castellà, de Fray Luis de León
  - Traducció en vers, en català, de Joan Maragall
- 7.- «Ars poética de Horacio»
  - Text llatí amb traducció literal en prosa, en castellà, de Magí Verdaguer i Callís
  - Traducció en vers, en castellà, de Juan Gualberto González
  - Traducció en vers, en català, d'Antoni M. Fàbregas
- 8.- «Defensa de Eutropio de San Juan Crisóstomo»
  - Text grec amb traducció en castellà de Josep Mundó
- 9.- «Electra de Sófocles»
  - Text grec amb traducció literal, en castellà, de José Alemany y Bolufer
  - Versió poètica, en castellà, de Vicente Antonio García de la Huerta (Agamenón vengado)
  - Traducció en vers, en català, de Josep Franquesa i Gomis
- 10.- «Fenómenos de Arato»
  - Text grec amb traducció literal, en prosa, de Josep Banqué i Feliu
  - Traducció en castellà d'Antonio González Garbín
  - Traducció en vers, en català, de Domènec Corominas i Prats
  - Traducció en vers, en gallec, de Juan Barcia Caballero
  - Traducció en vers, en euskera, de Juan Lertxundi Baztarrika-tar
- 11.- «Sobre el modo de sacar provecho de la literatura pagana de San Basilio»
  - Text grec amb traducció al castellà d'Arturo María Cayuela
- 12.- «Obras escogidas de la Patrología Griega» de diversos autors (dos volums)
  - «Doctrina de los doce apóstoles
    - Traducció directa i literal en castellà de Lluís Segalà i Estalella

  - «Homilías de San Basilio»
    - Traducció al castellà de Severiano del Páramo

  - «San Gregorio Nacianceno»
    - Traduccions al castellà de Rafael Oliver i Batlle i d'Arsenio Romeo.

  - «San Gregorio Niseno»
    - Traducció al castellà d'Antonio de Laico i de Rafael Oliver i Batlle

  - «Silogismos de Dídimo el Ciego»
    - Traducció directa i literal al castellà de Cosme Parpal i Marquès

  - «San Juan Crisóstomo»
    - Traduccions al castellà de Cipriano Echaniz, de Manuel Calvo López i de Nicéforo Páramo